# Mike D’Antoni
Michael Andrew „Mike“ D’Antoni (* 8. Mai 1951 in Mullens, West Virginia) ist ein US-amerikanisch-italienischer Basketballtrainer und ehemaliger -spieler. Er wurde in den Spielzeiten 2004/05 und 2016/17 als NBA-Trainer des Jahres ausgezeichnet.

## Laufbahn

### Spielerkarriere
D'Antoni spielte von 1970 bis 1973 für die Hochschulmannschaft der Marshall University. Zeitweise war dort sein Bruder Dan sein Trainer. Mit 659 Korbvorlagen stand er an der Spitze der Marshall-Bestenliste, als er diese 1973 verließ. 1997 wurde er in die Sportruhmeshalle der Hochschule aufgenommen.
Er spielte von 1973 bis 1975 in der NBA für die Kansas City Kings. Nach neun Spielen in der Saison 1975/76 wechselte er in die ABA zu den Spirits of St. Louis.
1976 absolvierte er zwei Spiele für die San Antonio Spurs in der NBA, anschließend wechselte er nach Italien zu Olimpia Milano. Dort spielte er bis 1990 und gewann fünf italienische Meisterschaften, zweimal den italienischen Pokalwettbewerb, zweimal den Europapokal der Landesmeister sowie je einmal den Korać-Cup und den Intercontinental Cup. In dieser Zeit erzielte er in der Liga 5573 Punkte, was bis heute Vereinsrekord darstellt.
Mit der italienischen Nationalmannschaft nahm er außerdem an der EM 1989 teil.

### Trainerkarriere

#### Italien
Als Trainer blieb D’Antoni bis 1994 bei Milano und wurde dort erneut Sieger im Korać-Cup. Anschließend wechselte er zu Benetton Treviso, mit diesem Verein gewann er 1995 den Europacup und den italienischen Pokal sowie 1997 die Meisterschaft.

#### NBA
1998 übernahm D’Antoni zum ersten Mal das Cheftraineramt bei einer NBA-Mannschaft, den Denver Nuggets, welche er in der Saison 1998/99 trainierte. 2001 kehrte er nach Treviso zurück und führte den Verein erneut zur italienischen Meisterschaft.
Zwischen 2003 und 2008 trainierte D’Antoni die Phoenix Suns und erreichte in seinen ersten beiden vollständigen Saisons 2004/05 und 2005/06 jeweils die Conference-Finalserie. In Phoenix wie auch in New York und Los Angeles gehörte sein Bruder Dan als Assistenztrainer zu seinem Stab.
Von der NBA-Saison 2008/09 an trainierte er die New York Knicks, bis er am 14. März 2012 von seinem Traineramt zurücktrat.
Am 12. November 2012 wurde er als Cheftrainer der Los Angeles Lakers vorgestellt. Am 30. April 2014 trat er von seinem Amt als Trainer der Lakers zurück.
Im Dezember 2015 wurde D’Antoni als „Associate Head Coach“ bei den Philadelphia 76ers eingestellt und unterstützte Trainer Brett Brown in seinen Aufgaben.
Anfang Juni 2016 holten die Houston Rockets D’Antoni als neuen Trainer. D’Antoni holte mit den Rockets 55 Saisonsiege und erreichte den dritten Rang in der Western Conference. In den Playoffs unterlagen die Rockets in der zweiten Playoffrunde den San Antonio Spurs. D’Antoni wurde für seine Leistungen am Ende der Saison zum NBA Coach of the Year gewählt. Die Saison darauf gelangen den Rockets 65 Siege, womit die Rockets die beste Bilanz der Liga hatten. D'Antoni schied jedoch diesmal im Conference-Finale gegen den späteren Meister Golden State Warriors aus. Nach zwei weiteren Saison in der die Rockets jeweils in der zweiten Runde unterlagen, gab D'Antoni nach der Halbfinal-Niederlage gegen die Los Angeles Lakers bekannt, dass er zu den Rockets nicht mehr zurückkehren wird.

## Ehrungen
D’Antoni wurde im Mai 2008 als eine der 50 bedeutenden Persönlichkeiten des Basketballsports in Europa geehrt. Die Ehrung erfolgte durch die EuroLeague im Rahmen einer offiziellen Zeremonie im Palacio de Deportes de la Comunidad de Madrid in Madrid.